# Gym Class Heroes
Gym Class Heroes es una banda estadounidense de hip hop y rap rock de Geneva, Nueva York. Entre sus grandes éxitos se encuentran el tema "Cupid's Chokehold" (n.º 5 de la Billboard Hot 100 en 2005), del álbum The Papercut Chronicles, y más recientemente, por "Stereo Hearts, con Adam Levine (nº4 en esta misma lista), y "Ass Back Home", con Neon Hitch. La banda es popular por experimentar con los instrumentos, en ocasiones acercándose al sonido de como Stetsasonic, The Roots, o Crown City Rockers, mientras que en otras hacen un sonido más bien de Rock alternativo.
Los integrantes actuales de la banda son Travie McCoy (vocalista), Disashi Lumumba–Kasongo (guitarrista y vocalista auxiliar), Matt McGinley (batería) y Eric Roberts (bajo y vocalista auxiliar).

## Formación y carrera
El grupo se formó cuando Travie McCoy conoció al batería Matt McGinley en el instituto durante la clase de gimnasia, pero no fue hasta 1997 cuando decidieron formar oficialmente la banda. En 2003, tras la incorporación del guitarrista Disashi Lumumba-Kasongo y el bajista Eric Roberts el grupo firmó con Fueled by Ramen y a Decaydance Records,el sello independiente del bajista de Fall Out Boy, Pete Wentz, y lanzaron su álbum debut, The Papercut Chronichles, que contenía los exitosos sencillos Cupid's Chokehold y Taxi Driver.
Durante la promoción del álbum, la banda fue ganando fanes por todo el país, gracias a sus potentes directos en festivales como el Bamboozle Festival o el Warped Tour. En 2006, el grupo lanzó su segundo álbum de estudio, el superventas As Cruel as School Children Después de este lanzamiento, que puso su popularidad por los aires, el sencillo Cupid's Chokehold de su anterior álbum llegó al n.º 4 en la Billboard Singles Chart y fue n.º 1 en numerosas listas de todo el mundo, además de ser regrabado e incluido en la reedición de As Cruel as School Children, y el sencillo Clothes Off! llegó a los puestos más altos de las listas europeas y entró en el Top 50 en USA.
En septiembre de 2008 el grupo sacó su tercer álbum, The Quilt, que contenía colaboraciones con artistas que iban desde Busta Rhymes a Estelle, pasando por Daryl Hall. El disco debutó en el nº14 en la Billboard 200, vendiendo 32.266 copias en Estados Unidos en su primera semana.
La banda se separó temporalmente en 2009, debido a los proyectos individuales de los miembros de la banda. Travie McCoy sacó su álbum debut en solitario, llamado Lazarus, en 2010. Este contenía como primer sencillo el gran éxito mundial "Billionaire", con el que se dio a conocer Bruno Mars. Mientras tanto, el guitarrista Lumumba-Kasongo trabajaba en su proyecto, Soul (en el que aún trabaja de forma paralela), mientras que el batería y cofundador Matt McGinley y el bajista Eric Roberts componían y actuaban con la banda de punk-rock Kill the Frontman.
Una vez terminado este hiato, la banda sacó su cuarto álbum de estudio, The Papercut Chronicles II el 15 de noviembre de 2011, con los exitosos sencillos internacionales "Stereo Hearts" (con Adam Levine), "Ass Back Home" (con Neon Hitch), y "The Fighter", con Ryan Tedder. Este es hasta la fecha uno de los álbumes más exitosos de toda su carrera.

## Discografía

### Álbumes
- ...For the Kids (2001)
- The Papercut Chronicles (2005)
- As Cruel as School Children (2006)
- The Quilt (2008)
- The Papercut Chronicles II (2011)[13]

### EP
- Hed Candy EP (1999)
- Greasy Kid Stuff EP (2001)
- The Papercut EP (2004)
- Patches from the Quilt (2008)

### Sencillos
- Taxi Driver (2004)
- Papercuts (2004)
- Cupids Chokehold (con Patrick Stump) (2005)
- The Queen and I (2006)
- New Friend Request (2006)
- Cupid's Chokehold (con Patrick Stump) (Regrabación) (2007)
- Shoot Down the Stars (2007)
- Clothes Off!! (con Patrick Stump) (2007)
- Peace Sign/Index Down (con Busta Rhymes) (2008)
- Cookie Jar (con The Dream) (2008)
- Guilty as Charged (con Estelle) (2008)
- Stereo Hearts (con Adam Levine) (2011)
- The Fighter (con Ryan Tedder) (2012)

### Videoclips oficiales
- Taxi Driver[14]
- Papercuts[15]
- Cupid's Chokehold[16]
- The Queen and I[17]
- New Friend Request[18]
- Cupid's Chokehold (con Patrick Stump)[16] (Regrabación)
- Shoot Down the Stars[19]
- Clothes Off!! (con Patrick Stump)[20]
- Peace Sign/Index Down (con Busta Rhymes)[21]
- Cookie Jar (con The Dream)[22]
- Guilty as Charged (con Estelle)[23]
- Stereo Hearts (con Adam Levine)[10]
- Live a Little[24]
- Ass back home (con Neon Hitch)[11]
- The Fighter (con Ryan Tedder)[25]
- Martyrial Girl$[26]

## Premios y nominaciones
| Año  | Categoría                                                      | Premio                    | Resultado |
| ---- | -------------------------------------------------------------- | ------------------------- | --------- |
| 2007 | Mejor Grupo o Banda                                            | MTV Video Music Awards    | Nominados |
| 2007 | Mejor Nuevo Artista                                            | MTV Video Music Awards    | Ganadores |
| 2007 | Mejor grupo urbano                                             | MTV European Music Awards | Nominados |
| 2012 | Mejor vídeo de un grupo internacional (Stereo Hearts)          | MuchMusic Video Awards    | Nominados |
| 2012 | Vídeo más reproducido del año (Stereo Hearts)                  | MuchMusic Video Awards    | Nominados |
| 2012 | Mejor Grupo (Premio del Público)                               | Premios Teen Choice       | Nominados |
| 2012 | Mejor Canción de un Grupo (Ass Back Home) (Premio del público) | Premios Teen Choice       | Nominados |
| 2012 | Grupo del Verano (Premio del público)                          | Premios Teen Choice       | Nominados |
| 2012 | Mejor Vídeo con un mensaje                                     | MTV Video Music Awards    | Nominados |
| 2012 | Mejor Grupo o Banda internacional                              | World Music Awards        | Ganadores |